# Зена Дайш
Зена Ізабель Дайш (уроджена Кларк, 30 квітня 1914 — 23 березня 2011) - новозеландка, яка мала вплив на екологічний рух людини та засновниця Ради з екології людей Співдружності в 1969 році.

## Раннє життя
Зена Дейш народилася в Новому Плімуті, Нова Зеландія, в 1914 році, у дочці мера Нового Плімута. Її батько, Джеймс Кларк, загинув у листопаді 1920 року в другій смертельній авіакатастрофі в країні. Вона була досвідченою фехтувальницею і добре відома в фехтувальних колах Нової Зеландії. У 1930-х вона переїхала жити да Англії, де вийшла заміж за Н. Гудлета Дейша (вони розлучилися в 1940-х рр.).

## Кар'єра
Дайш отримала освіту фізіотерапевтки. Під час Другої світової війни Зена була добре відома в лондонському суспільстві своїм масажем і лікувальною фізкультурою. Одночасно вона зацікавилася людськими та соціальними потребами осіб, що працюють на фабриках воєнного часу, і виробила філософію взаємозалежності людей одне з одним і з природою. Хоча вона вірила в те, що люди беруть на себе відповідальність за власне здоров’я та в профілактичну медицину, вона вважала, що громади та уряди повинні працювати разом, щоб створити здорове суспільство у стабільному середовищі.
Після війни Зена повернулася до Нової Зеландії і перебувала тут до кінця 1950-х років, коли вона скликала Комітет Співдружності з превентивної медицини в Лондоні. Разом із низкою інших медичних працівників вона написала листа до The Times із закликом до створення Ради Співдружності з харчування для покращення стандартів здоров’я та харчування в країнах Співдружності. У 1964 році вона запропонувала уряду Мальти використовувати екологію людини як основу для планування розвитку.
Її робота протягом 1960-х років завершилася заснуванням Ради екології людини Співдружності (CHEC) у 1969 році та організацією Першої конференції Співдружності з питань розвитку та екології людини в 1970 році.
Зена підтримувала багато громадських проєктів, які були прикладами людської екології та сталості: відновлення лісів на базі громад в Індії, міські ринкові сади для жінок у Сьєрра-Леоне, реконструкція після цунамі в Шрі-Ланці та мікробанки для підтримки жіночого бізнесу в Африці.
Зена Дайш померла в Лондоні 23 березня 2011 року 

## Відзнаки та нагороди
Зена Дейш отримала відзнаку CNZM на новорічних нагородах у Новій Зеландії в 1999 році, а потім у 2003 році — нагороду ООН-Габітат. У 2009 році Університет Вайкато присудив Дейш звання почесного доктора на знак визнання її роботи в галузі екології людини. Після її смерті Університет Вайкато отримав від Зени 500 000 доларів у спадок, який використав для створення стипендії доктора Зени Дейш зі сталого розвитку для підтримки досліджень сталого розвитку. У 2018 році CHEC провів інавгураційну лекцію Зени Дайш.

## Публікації
- Gorinsky, C., Shirley, D., Daysh, Z., & Commonwealth Human Ecology Council. (1991). Human ecology, environmental management education and training for development: Report of the Asian Seminar, Jaipur, India 8–12 May 1991. London: Commonwealth Human Ecology Council.  OCLC 28065739
- Griffith, A., Daysh, Z., Shirley, D., & Commonwealth Human Ecology Council. (1992). The commonwealth and environmental management : a synthesis : Report of the Vancouver seminar 29–31 July 1991 (Human ecology development series, 3). London: Commonwealth Human Ecology Council. OCLC 28339255 [Архівовано 6 травня 2022 у Wayback Machine.]
- Daysh, Zena. Human ecology and health in a global system. In Boleyn, T., & Honari, M. (2005). Health Ecology: Health, Culture and Human-Environment Interaction. p. xv–xviii. [Архівовано 6 травня 2022 у Wayback Machine.]

## Подальше читання
- Interesting Visitor (5 December 1946). The Age (Melbourne, Vic.), p. 7. Retrieved 31 March 2020, from Trove